# Доусон, Джон Уильям
Сэр Джон Уильям Доусон (англ. John William Dawson; 1820—1899) — канадский геолог, специалист в области естественных наук. Педагог, профессор, ректор Университета Макгилла. Член Лондонского королевского общества. Член Королевского общества Канады. Член Королевского химического общества. Член Королевского общества Эдинбурга. Член Геологического общества Лондона.

## Биография

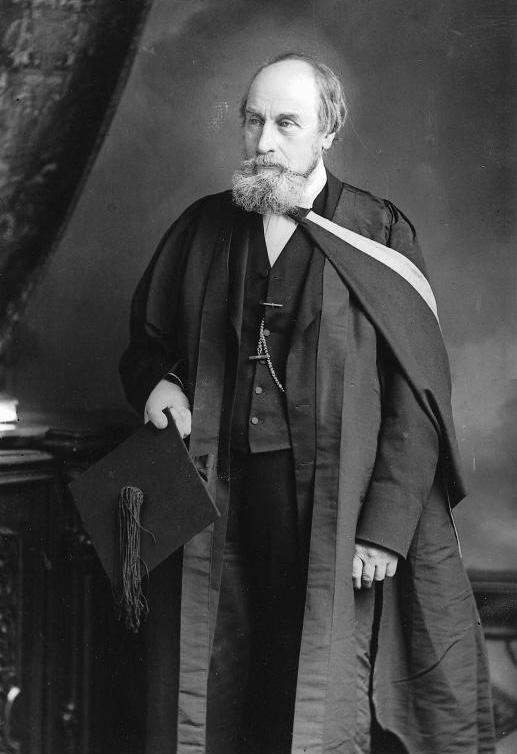
Джон Уильям Доусон в 1884 г.

Выпускник Эдинбургского университета (1842). Ученик Роберта Джемсона. Научную карьеру начал под руководством Чарлза Лайеля, основоположника современной геологии.
Занимался исследованием геологии Новой Шотландии. В 1855 г. издал книгу «Acadian Geology», посвящённую этой теме. Изучал ископаемые леса угольных месторождений в Джоггинсе, Новая Шотландия, теперь являющегося объектом Всемирного наследия ЮНЕСКО. В 1852 во время научной экспедиции обнаружил останки примитивного наземного темноспондила каменноугольного периода — Дендрерпетона. На протяжении многих лет продолжал изучать ископаемые деревья, в итоге, обнаружил старейшую известную рептилию, вымершего тетрапода, которую назвал Гилономус (Hylonomus lyelli) в честь своего учителя Чарлза Лайеля.
Описал ископаемые растения силурских, девонских и каменноугольных пород Канады.
В 1850—1853 годах был первым руководителем управления образования Новой Шотландии. Энергичный реформатор школьной системы, педагогического образования и учебной программы. С 1855 по 1893 год — профессор геологии в Университете Макгилла Ионреаля.
В 1893 году занял пост ректора университета. Внёс значительный вклад в развитие этого вуза.
Был избран первым президентом Королевского общества Канады (1882−1883).
Был также президентом Геологического общества Америки (1893). Первый и единственный в истории президент как американской (1882), так и британской ассоциации развития науки (1886).
В 1881 был награждён Кавалерским Орденом Святого Михаила и Святого Георгия и Медалью Лайеля, Геологического общества Лондона. В 1884 г. посвящён в рыцари.
В честь учёного назван редкий минерал Доусонит.

## Избранные труды
- Acadian Geology - The geological structure, organic remains and mineral resources of Nova Scotia, New Brunswick, and Prince Edward Island (1855; ed. 3, 1878);
- Air-breathers of the Coal Period (1863);
- The Story of the Earth and Man (1873; ed. 6, 1880);
- The Dawn of Life (1875);
- Fossil Men and their Modern Representatives (1880);
- Geological History of Plants (1888);
- The Canadian Ice Age (1894).
- The Meeting-Place of Geology and History (1894).